# Ángel del Pozo Merino
Ángel del Pozo Merino   (Madrid, 14 de juliol de 1934 - 29 de març de 2025) va ser un actor i director de cinema espanyol.

## Biografia
Compagina els seus estudis universitaris amb actuacions aficionades al T.E.U. fins que finalment decideix dedicar-se professionalment a la interpretació. S'integra en la Companyia de Lilí Murati, participant amb èxit en la comèdia Un bruto para Patricia.
Debuta en cinema en 1960 amb l'adaptació de l'esmentada peça teatral. Després d'interpretar a galants en títols com Margarita se llama mi amor (1961), Vuelve San Valentín (1962) o Escala en hi fi (1963), s'especialitza en el gènere conegut com a Spaghetti western, arribant a rodar més de trenta títols en els anys 60 i 70.
En els setanta debuta en la direcció, rodant quatre pel·lícules: ¿... Y el prójimo? (1974), El alijo (1976), La promesa (1976) i El hijo es mío (1978). Al final de la dècada decideix retirar-se del món de l'espectacle. Des dels anys noranta fins a 2008 exerceix labors de producció executiva i de relacions públiques en el grup Gestevisión (actualment Mediaset Espanya Comunicació), gestora de la cadena de televisió Telecinco.